# Église Saint-Bonnet de Miremont
L'église Saint-Bonnet de Miremont est une église catholique française située à Miremont dans le département du Puy-de-Dôme.

## Localisation
L'église a été construite sur une butte, au confluent du Sioulet et du Chevalet. Le village de Miremont est situé dans les Combrailles, au nord-ouest de Clermont-Ferrand.

## Description
L'église comporte une nef à quatre travées avec des bas-côtés, un transept, une abside et plusieurs absidioles. Le clocher est carré, à pans coupés, et surmonte le transept.

## Historique
L'église a été consacrée en 1147. Lors de son départ aux croisades, le seigneur local, Guillaume de Beaufort, donna au chapitre de la cathédrale de Clermont son droit sur la sacristie de l'église.
L'édifice a été inscrit au titre des monuments historiques le 3 décembre 1962.